# Convenção do Partido Republicano de Minnesota em 2012
O caucus do Partido Republicano no Minnesota em 2012 foi realizada em 7 de fevereiro. O caucus foi realizado na mesma data que a do Colorado e Missouri. Minnesota tem um total de 40 delegados, 37 dos quais estão comprometidos aos resultados dos caucuses, e 3 são delegados descomprometidos (unpledged). O caucus foi vencido por Rick Santorum.
Nos caucuses a escolha dos delegados é feita em reuniões políticas realizadas em residências, escolas e outros prédios públicos, nas quais os eleitores debatem sobre seus candidatos e temas eleitorais. Os delegados eleitos no caucus participam de convenções nos condados, nas quais são eleitos os delegados que irão às convenções estaduais que, por fim, definem os delegados a serem enviados à Convenção Nacional Republicana de 2012. O caucus foi do tipo aberto, onde eleitores republicanos ou de outros partidos apenas podem participar apenas de uma primária de um partido, ou seja, um eleitor não republicano pode participar da primária republicana.

## Convenções
Não há um sistema formal de atribuíção de delegados aos candidatos em qualquer etapa do processo eleitoral. Em cada encontro, os participantes decidem qual a melhor ação a ser feita. A convenção estadual pode votar para obrigar os 13 delegados eleitos a nível de estado (at-large) para se comprometer a um candidato. Os 24 delegados eleitos nas convenções por distrito congressional e os 3 delegados do Comitê Nacional Republicano (RNC) não são legalmente obrigados a votar em um candidato.
- 17 de fevereiro - 31 de março: convenções de Unidades Operacionais de Base Política (Base Political Operating Units, BPOU) elegem delegados para a convenção estadual e as convenções nos distritos congressionais.
- 14-21 de abril: Cada uma das oito convenções congressionais elege 3 delegados para a Convenção Nacional.
- 4-5 de maio: A convenção estadual elege 13 delegados para a convenção nacional.

| Resultados Convenção de Distrito | Resultados Convenção de Distrito | Resultados Convenção de Distrito | Resultados Convenção de Distrito | Resultados Convenção de Distrito | Resultados Convenção de Distrito | Resultados Convenção de Distrito | Resultados Convenção de Distrito | Resultados Convenção de Distrito | Resultados Convenção de Distrito | Resultados Convenção de Distrito |
| Candidato                        | 1º                               | 2º                               | 3º                               | 4º                               | 5º                               | 6º                               | 7º                               | 8º                               | Estado                           | Total                            |
| -------------------------------- | -------------------------------- | -------------------------------- | -------------------------------- | -------------------------------- | -------------------------------- | -------------------------------- | -------------------------------- | -------------------------------- | -------------------------------- | -------------------------------- |
| Ron Paul                         |                                  |                                  | 3                                |                                  | 3                                | 3                                | 1                                |                                  |                                  | 10                               |
| Rick Santorum                    |                                  |                                  | 0                                |                                  | 0                                | 0                                | 2                                |                                  |                                  | 2                                |
| Mitt Romney                      |                                  |                                  | 0                                |                                  | 0                                | 0                                | 0                                |                                  |                                  | 0                                |
| Não projetados                   | 3                                | 3                                |                                  | 3                                |                                  |                                  |                                  | 3                                | 12                               | 24                               |

## Pesquisas de opinião
| Fonte da pesquisa                                                         | Data                     | 1º                | 2º                   | 3º                   | Outro |
| ------------------------------------------------------------------------- | ------------------------ | ----------------- | -------------------- | -------------------- | --- |
| Public Policy Polling Margem de erro: ±3.3% Entrevistados: 864            | 6 de fevereiro de 2012   | Rick Santorum 33% | Mitt Romney 24%      | Newt Gingrich 22%    | Ron Paul 20%                                                                                                   |
| Public Policy Polling Margem de erro: ±4.8% Entrevistados: 410            | 4 de fevereiro de 2012   | Rick Santorum 29% | Mitt Romney 27%      | Newt Gingrich 22%    | Ron Paul 19%, Outro/Não sabe 3%                                                                                |
| Public Policy Polling Margem de erro: ±5.6% Entrevistados: 303            | 21–22 de janeiro de 2012 | Newt Gingrich 36% | Mitt Romney 18%      | Rick Santorum 17%    | Ron Paul 13%, Outro/Não sabe 15%                                                                               |
| Public Policy Polling Margem de erro: ±5.6% Entrevistados: 303            | 21–22 de janeiro de 2012 | Newt Gingrich 50% | Mitt Romney 29%      |                      | Não sabe 21%                                                                                                   |
| Public Policy Polling Margem de erro: ±5.6% Entrevistados: 303            | 21–22 de janeiro de 2012 | Mitt Romney 51%   | Ron Paul 29%         |                      | Não sabe 20%                                                                                                   |
| Public Policy Polling Margem de erro: ±5.6% Entrevistados: 303            | 21–22 de janeiro de 2012 | Rick Santorum 46% | Mitt Romney 34%      |                      | Não sabe 20%                                                                                                   |
| SurveyUSA/KSTP-TV Margem de erro: ±4.2% Entrevistados: 558                | 15–17 de junho de 2011   | Mitt Romney 29%   | Tim Pawlenty 23%     | Michele Bachmann 13% | Ron Paul 13%, Herman Cain 4%, Newt Gingrich 3%, Rick Perry 2%, Jon Huntsman 1%, Rick Santorum 1%, Não sabe 11% |
| Public Policy Polling Margem de erro: ±5.1% Entrevistados: 371            | 27–30 de maio de 2011    | Tim Pawlenty 33%  | Michele Bachmann 14% | Sarah Palin 11%      | Mitt Romney 11%, Herman Cain 10%, Ron Paul 9%, Newt Gingrich 4%, Jon Huntsman 2%, Outro/Não sabe 6%            |
| Public Policy Polling Margem de erro: ±5.1% Entrevistados: 371            | 27–30 de maio de 2011    | Tim Pawlenty 38%  | Michele Bachmann 19% | Mitt Romney 11%      | Herman Cain 10%, Ron Paul 9%, Newt Gingrich 5%, Jon Huntsman 1%, Outro/Não sabe 7%                             |
| Public Policy Polling Margem de erro: ±5.0% Entrevistados: 387            | 4–5 de dezembro de 2010  | Tim Pawlenty 24%  | Sarah Palin 17%      | Mike Huckabee 15%    | Mitt Romney 13%, Newt Gingrich 11%, Ron Paul 9%, John Thune 3%, Mitch Daniels 2%, Outro/Indeciso 6%            |
| Public Policy Polling Margem de erro: ±4.4% Entrevistados: 499            | 27–29 de outubro de 2010 | Tim Pawlenty 19%  | Sarah Palin 18%      | Mike Huckabee 14%    | Newt Gingrich 11%, Mitt Romney 11%, Mitch Daniels 3%, Mike Pence 3%, John Thune 2%, Outro/Indeciso 18%         |
| MPR News-Humphrey Institute Poll Margem de erro: ±5.3% Entrevistados: 750 | 25–29 de agosoto de 2010 | Mitt Romney 45%   | Tim Pawlenty 32%     | –                    | |
| MPR News-Humphrey Institute Poll Margem de erro: ±5.3% Entrevistados: 750 | 25–29 de agosoto de 2010 | Tim Pawlenty 59%  | Sarah Palin 24%      | –                    | |